# Дънди (остров)
Дънди (на английски: Dundee Island) е третият по големина остров в архипелага Жуенвил, разположен в крайната северозападна част на море Уедъл, попадащо в акваторията на Атлантическия сектор на Южния океан. Остров Дънди се намира в южната част на архипелага, като тесния проток Актив го отделя от големия остров Жуенвил на север. Дължина от запад на изток 24,9 km, ширина до 21,6 km, площ 383,3 km².. Бреговата му линия с дължина 77,5 km е слабо разчленена. Югозападно от него се намира малкия остров Розамел, а югоизточно – остров Паулета. Релефът му е равнинен и хълмист, изцяло зает от дебел леден щит.
Част от южния бряг на острова е бил открит през декември 1842 г. от британската антарктическа експедиция начело с видния полярен изследовател Джеймс Кларк Рос, който обаче не наименува новооткритото крайбрежие. На 8 януари 1893 г. шотландския китоловен капитан Томас Робъртсън открива протока Актив между островите Жуенвил и Дънди и наименува новооткрития остров в чест на своя роден град Дънди в Шотландия.
Единственото селище на острова е изследователската станция на аржентинската станция Петрел (Petrel), построена през 1967 г. Тя е разположена на острова, тъй като попада в територията претендирана от Аржентина.